# Phytomyza formosae
Phytomyza formosae este o specie de muște din genul Phytomyza, familia Agromyzidae, descrisă de Spencer în anul 1966.
Este endemică în Taiwan. Conform Catalogue of Life specia Phytomyza formosae nu are subspecii cunoscute.